# Preuilly-sur-Claise
Preuilly-sur-Claise är en kommun i departementet Indre-et-Loire i regionen Centre-Val de Loire i de centrala delarna av Frankrike. Kommunen ligger i kantonen Preuilly-sur-Claise som tillhör arrondissementet Loches. År 2022 hade Preuilly-sur-Claise 1 027 invånare.

## Befolkningsutveckling
Antalet invånare i kommunen Preuilly-sur-Claise
Referens:INSEE